# Posuda
Posuda ili sud (od staroslavenskoga – so¸dú, (češki: sud, ruski: сосуд),) generički je izraz za svaki predmet u kojem se može držati tekućina, hrana ili bilo koji materijal, stoga posuda može biti čaša, lonac, vaza, vrč, itd.
Posude mogu biti jako velike ili vrlo male, raznih oblika i od raznih materijala, poput drva, keramike, kartona, 
kamena, metala, plastike, stakla, itd.
Često se pogrešno smatra da su posuda i zdjela sinonimi. 

## Povijest
Prve posude ljudi su koristili još od paleolitika. Posude su tada bili predmeti pronađeni u prirodi koji su mogli poslužiti svrsi posude, a kasnije su ih ljudi samo počeli izrađivati od kamena, drva, a od neolitika i od gline. Ispočetka ih nisu pekli, pa su stoga bile kratkotrajne. Posude trajno zadržavaju svoj oblik tek nakon što se ispeku na temperaturi od najmanje 500 °C.

## Vanjske poveznice
- ciòtola na portalu Treccani (tal.)